# 鼓膜
鼓膜（英文：Tympanic membrane），又称耳膜（eardrum），是分割外耳和中耳的薄膜，将耳道和鼓室隔开。鼓膜是耳的重要组成部分，它获取空气中的声音，并将之传递给中耳中的听小骨。在听小骨中，直接与鼓膜相连的是锤骨。鼓膜的破裂或者穿孔会导致传导性听力损失。

## 生长过程
鼓膜形成于胚胎时期的咽囊和咽沟。胚胎30天左右，在内胚层，鼓室首先形成，并将中耳的听小骨封闭在内。同时，紧贴外胚层的第一咽沟生长形成耳道。在臟壁中胚層两侧，鼓室和外耳道逐渐交汇形成鼓膜。所以，鼓膜是人体中极少数由所有三个胚层共同形成的组织。

## 解剖学结构
鼓膜的形状像一个扁平的锥体，尖端（连接听小骨的部分）向内耳凹陷。鼓膜由三部分组成：1) Cutaneum ~ skin 2) Radiatum, circulare ~ collagen fibres 3) Mucosum, epithelium.

## 临床医疗
当用窥镜检查鼓膜时，下前方会出现明亮的光锥。鼓膜可以以鼓膜脐为中心分成四个部分。神经，尤其是鼓索神经，以及动脉穿过鼓膜的上侧。所以当因手术需要将鼓膜切开时，耳鼻喉科医生会切开鼓膜的下侧以避开血管、神经以及与鼓膜相连的听小骨。

## 图片

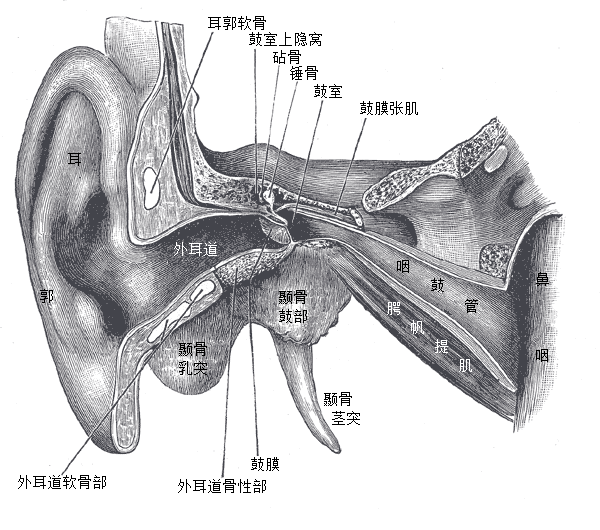
右耳的外耳和中耳，正视。
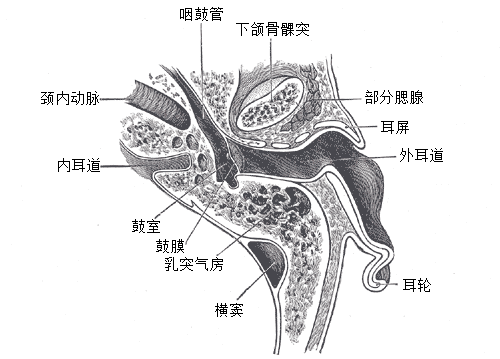
水平向上看左耳的上半部分。
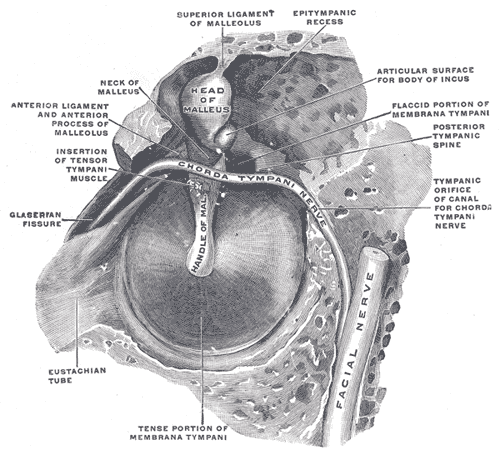
右鼓膜和锤骨、鼓索，从内侧后上方看。
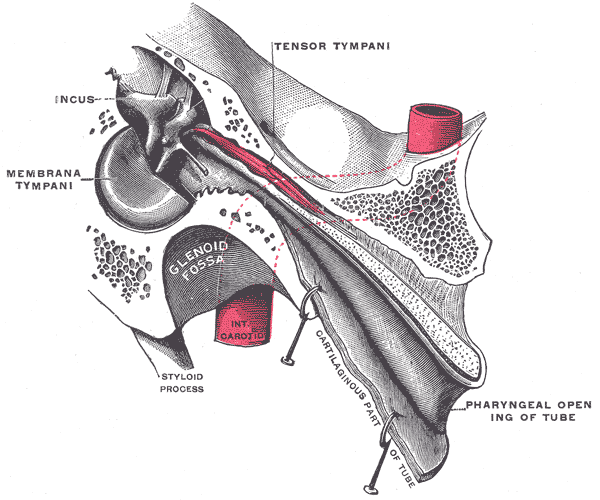
咽鼓管，沿长轴切开。
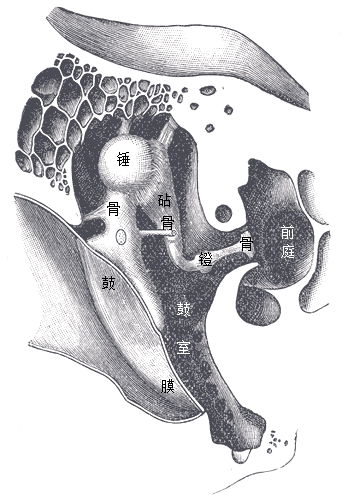
听小骨和韧带，左下角是鼓膜。
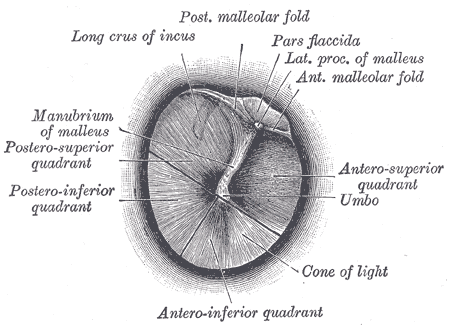
通过窥镜观察右鼓膜。
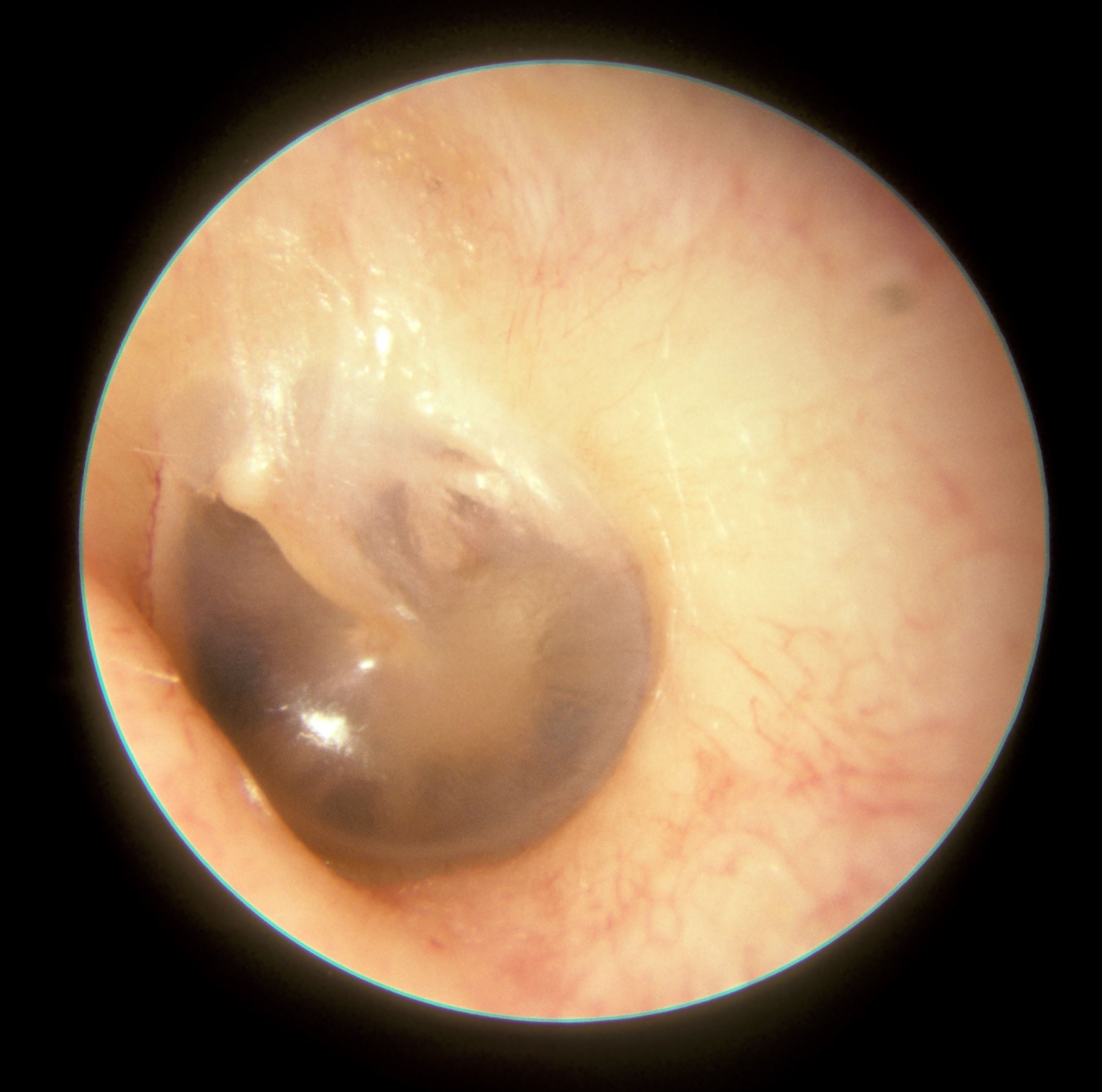
这是一个正常的左耳鼓膜。
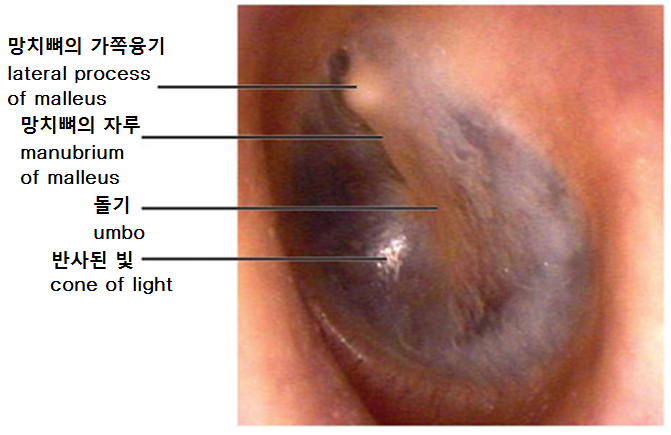
用耳镜观察鼓膜的情况
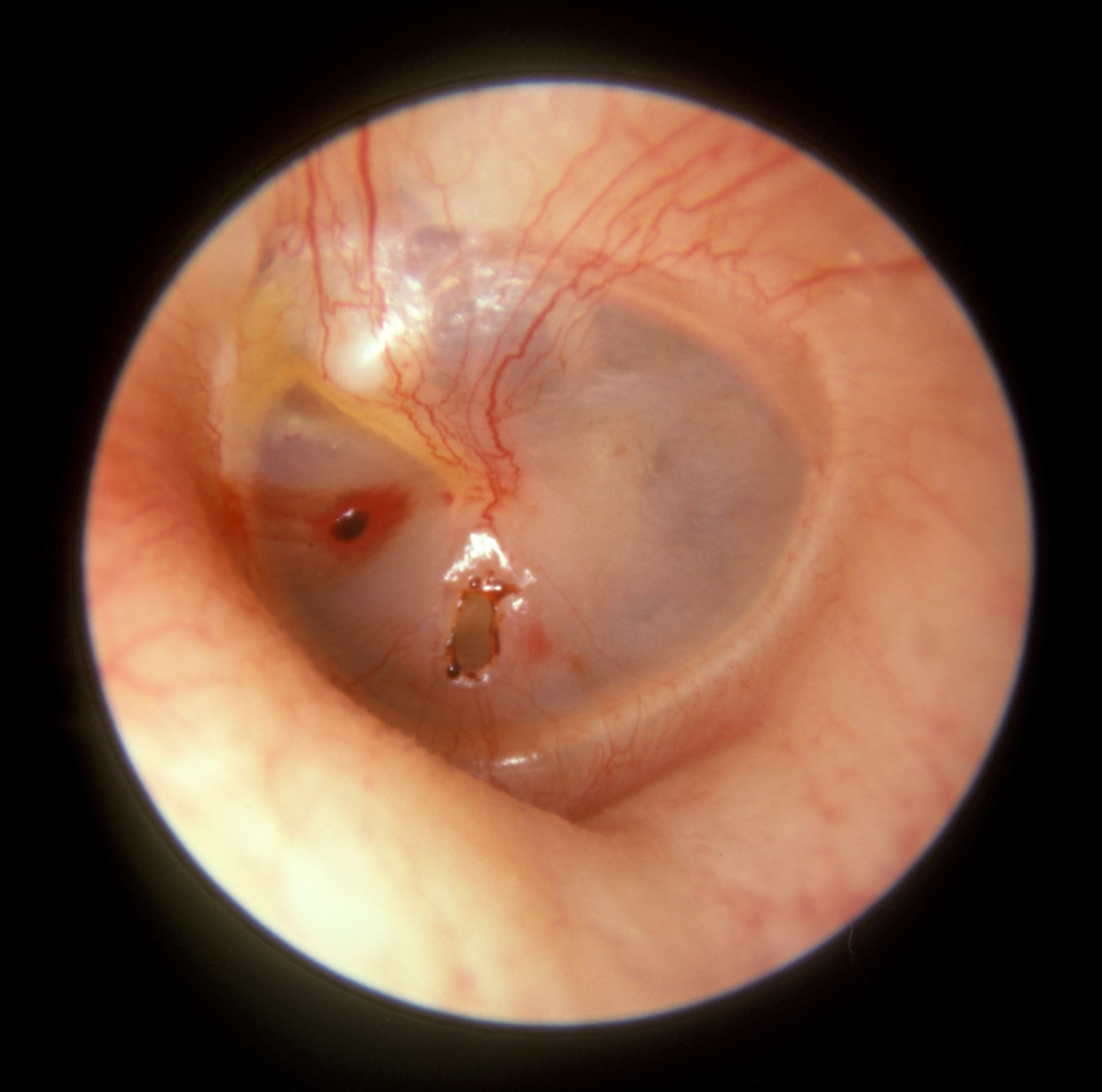
这个左耳鼓膜上的椭圆形穿孔是被人拍打耳朵造成的。
因以前的严重中耳炎导致的右耳膜全穿孔
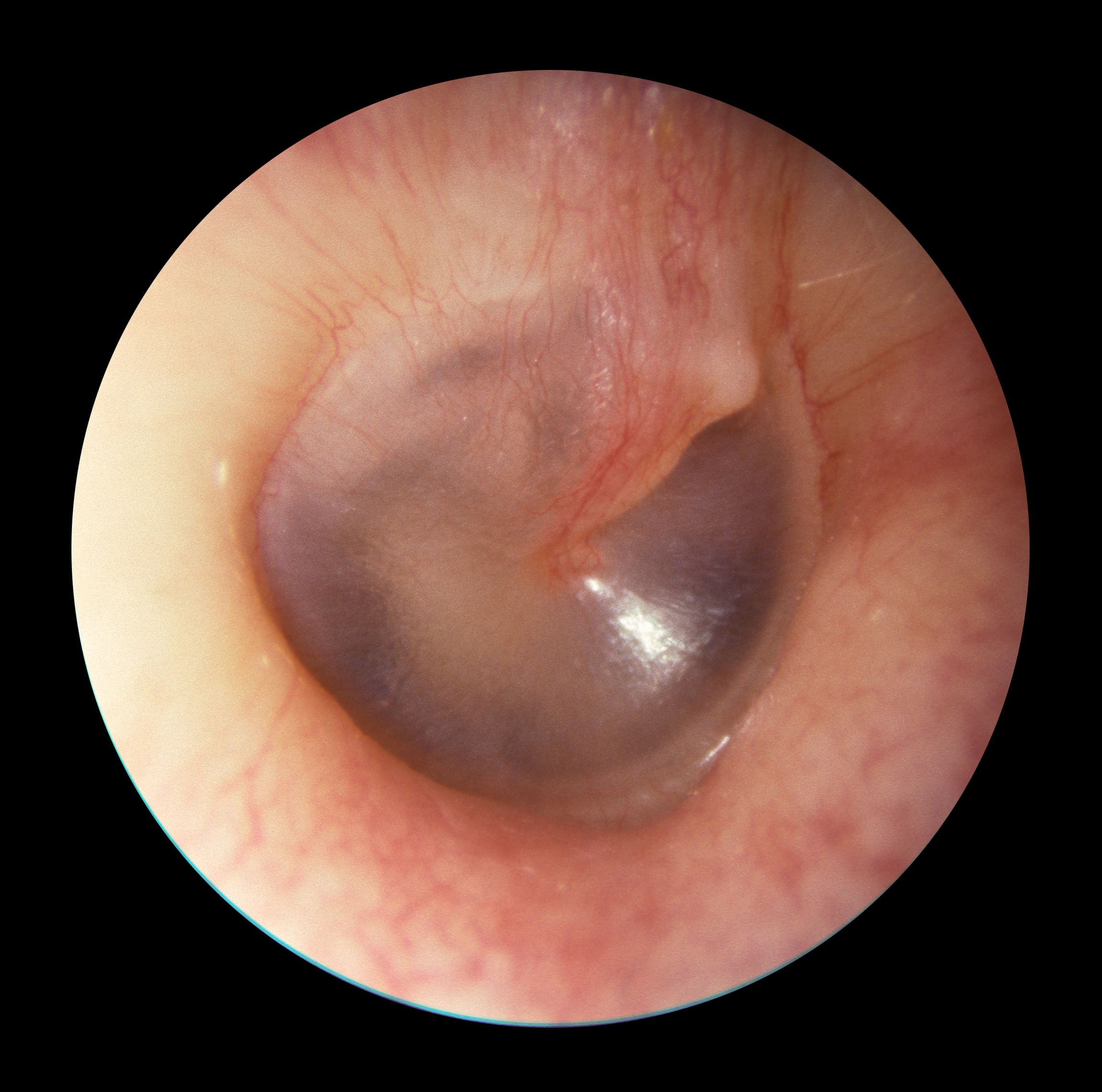
正常人的右耳膜（鼓膜）。
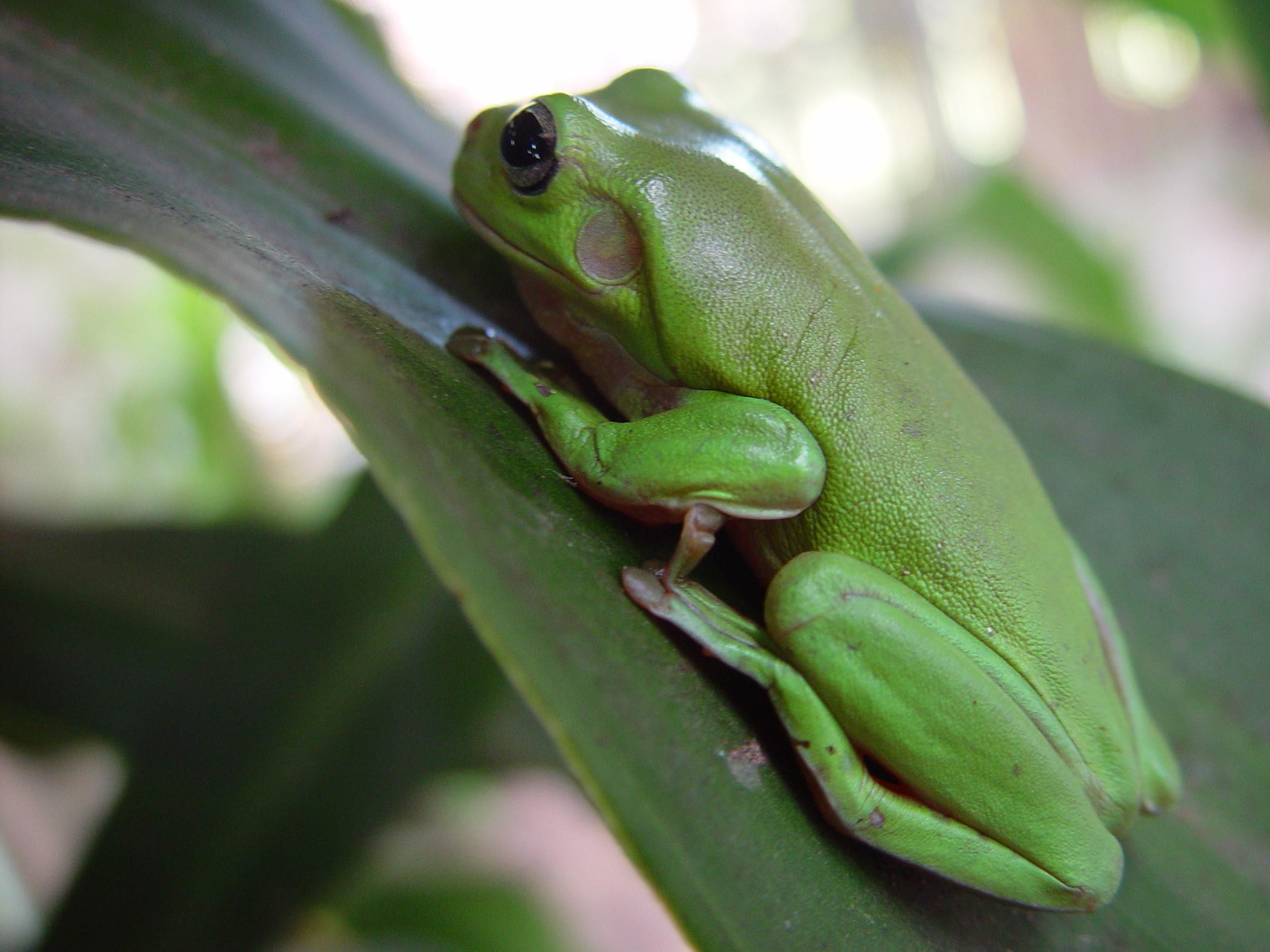
叶子上的青蛙，可以看出耳膜